# Komenda Rejonu Uzupełnień Wierzbnik

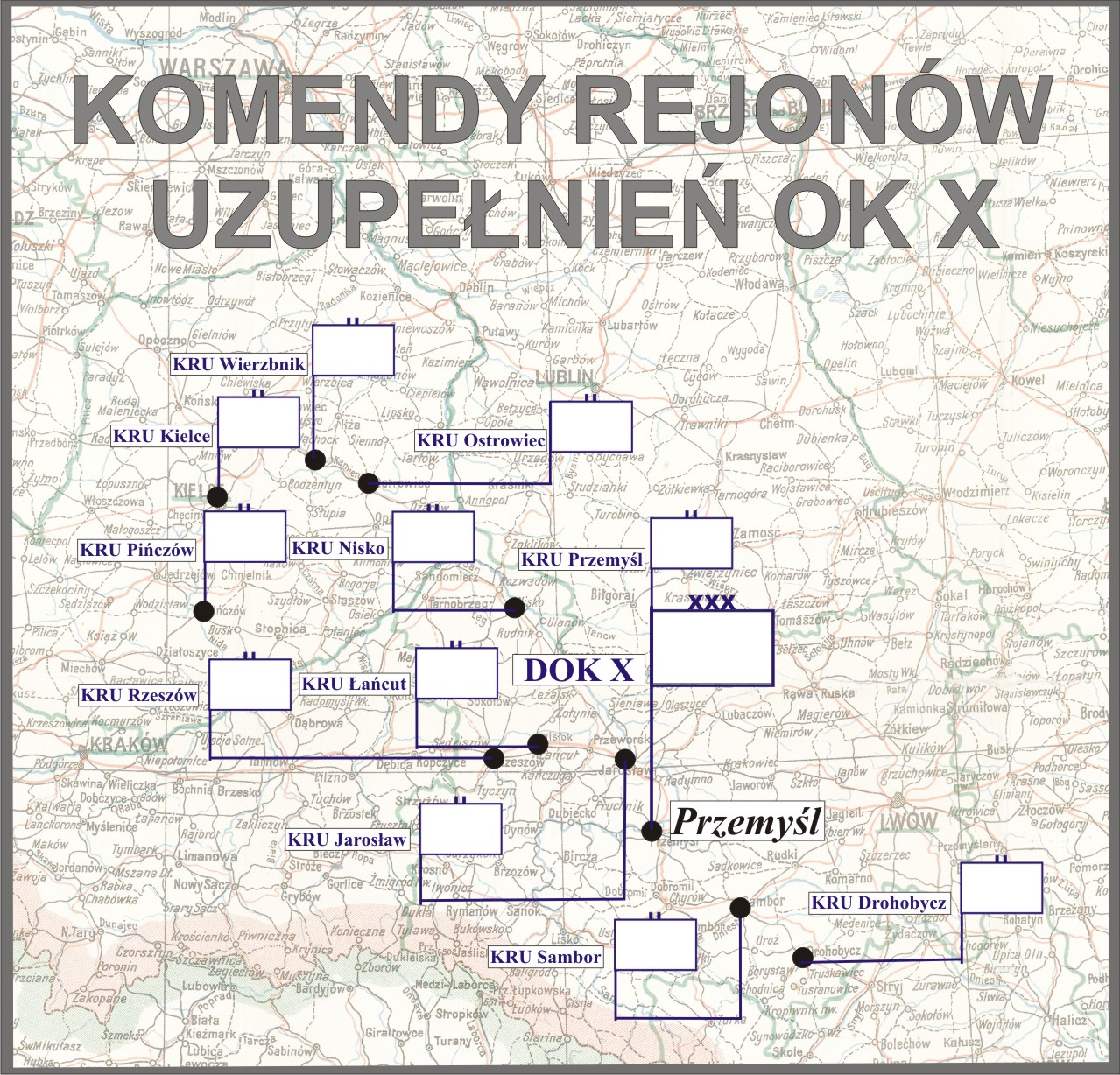
Komendy rejonów uzupełnień OK X

Komenda Rejonu Uzupełnień Wierzbnik (KRU Wierzbnik) – organ wojskowy właściwy w sprawach uzupełnień Sił Zbrojnych II Rzeczypospolitej i administracji rezerw w powierzonym mu rejonie.

## Historia komendy
Z dniem 1 października 1927 roku na terenie Okręgu Korpusuu Nr X została utworzona Powiatowa Komenda Uzupełnień Wierzbnik, obejmująca swoją właściwością powiat iłżecki wyłączony z PKU Kielce. Obsada personalna komendy została ustalona w lipcu tego roku.
PKU Wierzbnik funkcjonowała na podstawie ustawy z dnia 23 maja 1924 roku o powszechnym obowiązku służby wojskowej oraz rozporzadzeń wykonawczych do tejże ustawy, a także „Tymczasowej instrukcji służbowej dla PKU”, wprowadzonej do użytku rozkazem MSWojsk. Dep. Piech. L. 100/26 Pob.
Zadania i organizacja PKU określone zostały w wydanej 27 maja 1925 roku instrukcji organizacyjnej służby poborowej na stopie pokojowej. W skład PKU Wierzbnik wchodziły dwa referaty: I) referat administracji rezerw i II) referat poborowy.
W marcu 1930 roku PKU Wierzbnik nadal podlegała Dowództwu Okręgu Korpusu Nr X w Przemyślu i administrowała powiatem iłżeckim. W grudniu tego roku PKU posiadała skład osobowy typ III.
31 lipca 1931 roku gen. dyw. Kazimierz Fabrycy, w zastępstwie ministra spraw wojskowych, rozkazem B. Og. Org. 4031 Org. wprowadził zmiany w organizacji służby poborowej na stopie pokojowej. Zmiany te polegały między innymi na zamianie stanowisk oficerów administracji w PKU na stanowiska oficerów broni (piechoty) oraz zmniejszeniu składu osobowego PKU typ I–IV o jednego oficera i zwiększeniu o jednego urzędnika II kategorii. Liczba szeregowych zawodowych i niezawodowych oraz urzędników III kategorii i niższych funkcjonariuszy pozostała bez zmian.
1 lipca 1938 roku weszła w życie nowa organizacja służby uzupełnień, zgodnie z którą dotychczasowa PKU Wierzbnik została przemianowana na Komendę Rejonu Uzupełnień Wierzbnik przy czym nazwa ta zaczęła obowiązywać 1 września 1938 roku, z chwilą wejścia w życie ustawy z dnia 9 kwietnia 1938 roku o powszechnym obowiązku wojskowym. Obok wspomnianej ustawy i rozporządzeń wykonawczych do niej, działalność KRU Wierzbnik normowały przepisy służbowe MSWojsk. D.D.O. L. 500/Org. Tjn. Organizacja służby uzupełnień na stopie pokojowej z 13 czerwca 1938 roku. Zgodnie z tymi przepisami komenda rejonu uzupełnień była organem wykonawczym służby uzupełnień .
Komendant Rejonu Uzupełnień w sprawach dotyczących uzupełnień Sił Zbrojnych i administracji rezerw podlegał bezpośrednio dowódcy Okręgu Korpusu Nr X, który był okręgowym organem kierowniczym służby uzupełnień. Rejon uzupełnień nie uległ zmianie i nadal obejmował powiat iłżecki.

## Obsada personalna
Poniżej przedstawiono wykaz oficerów zajmujących stanowisko komendanta Powiatowej Komendy Uzupełnień i komendanta rejonu uzupełnień oraz wykaz osób funkcyjnych pełniących służbę w PKU i KRU Wierzbnik, z uwzględnieniem najważniejszej zmiany organizacyjnej przeprowadzonej w 1938 roku.
Komendanci
- mjr piech. Jan Mańkowski (VII 1927 – II 1929 → dyspozycja dowódcy OK X[13])
- mjr piech. Michał Walenty Paykart (III 1929[14][15] – 2 XII 1932 → komendant PKU Nisko[16])
- mjr piech. Lucjan Jan Trzebiński (2 XII 1932[17] – 1939[18], †II 1945[19] )

Obsada pozostałych stanowisk funkcyjnych PKU w latach 1927–1938
- kierownik I referatu administracji rezerw i zastępca komendanta
  - mjr piech. Michał Walenty Paykart (VII 1927 – III 1929 → komendant PKU)
  - mjr art. Wacław Racięcki (p.o. od III[23] – XII 1929[24] → kierownik I referatu PKU Kielce)
  - kpt. piech. Bronisław Kobyliński (VI[25] – IX 1930[26] → dyspozycja dowódcy OK X)
  - kpt. piech. Bolesław Feliks Morawski (IX 1930[27] – VI 1938 → kierownik I referatu KRU)
- kierownik II referatu poborowego
  - por. gosp. Adam Bolesław Markiewicz (VII 1927 – III 1930[28] → referent PKU Dębica)
  - kpt. piech. Marian Marceli Hoffmann[a] (III 1930[30] – VII 1935[31] → dyspozycja dowódcy OK X)
- referent – ppor. gosp. Bronisław Konieczny (VII 1927[4] – VI 1930[32] → płatnik 8 pal)

Obsada pozostałych stanowisk funkcyjnych KRU w latach 1938–1939
- kierownik I referatu ewidencji – kpt. adm. (piech.) Bolesław Feliks Morawski[c]
- kierownik II referatu uzupełnień – kpt. adm. (piech.) Julian Władysław Buchcik †1940 Katyń